# 蛸と海女

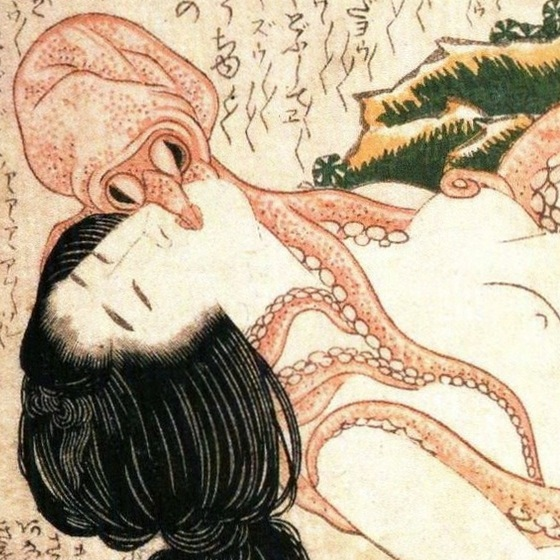
『蛸と海女』（部分）

『蛸と海女』（たことあま）は、鉄棒ぬらぬら（葛飾北斎）による文化11 (1814) 年 の艶本（春画）『喜能会之故真通』（きのえのこまつ・全三巻）中の一場面である。
なお、「蛸と海女」は通称であり、原本にそのような題は記されていない。
女性（海女）が2匹のタコに捕らえられ、性的快楽を受ける様を描いている。小蛸の方からは口吸い（接吻）を受け、大蛸は彼女にクンニリングスしている。
右の画のように、背景が喘ぎ声や局部からでる音等、詞書で満たされているのが本編の特徴である。
先行する類似作品として、北尾重政の艶本『謡曲色番組』や勝川春潮の艶本『艶本千夜多女志』などが知られており、北斎がこれらを参考にした可能性が考えられる。
このタコは吸盤の大きさがそろっていることからメスであるとの説もある。

## 台詞
大蛸：
いつぞハいつぞハと、ねらいすましてゐたかいがあつて、けう（今日）といふけう、とうとう、とら（捕ら）まへたア。ても（ママ）、むつくりとしたいいぼぼた（ママ）。いもよりハ、なを（尚）、こうぶつだ。サアサア、すつてすつて、すいつくして、たんのふ（堪能）させてから、いつそ、りうぐうへつれていつて、かこ（囲）つておこうか。
女：

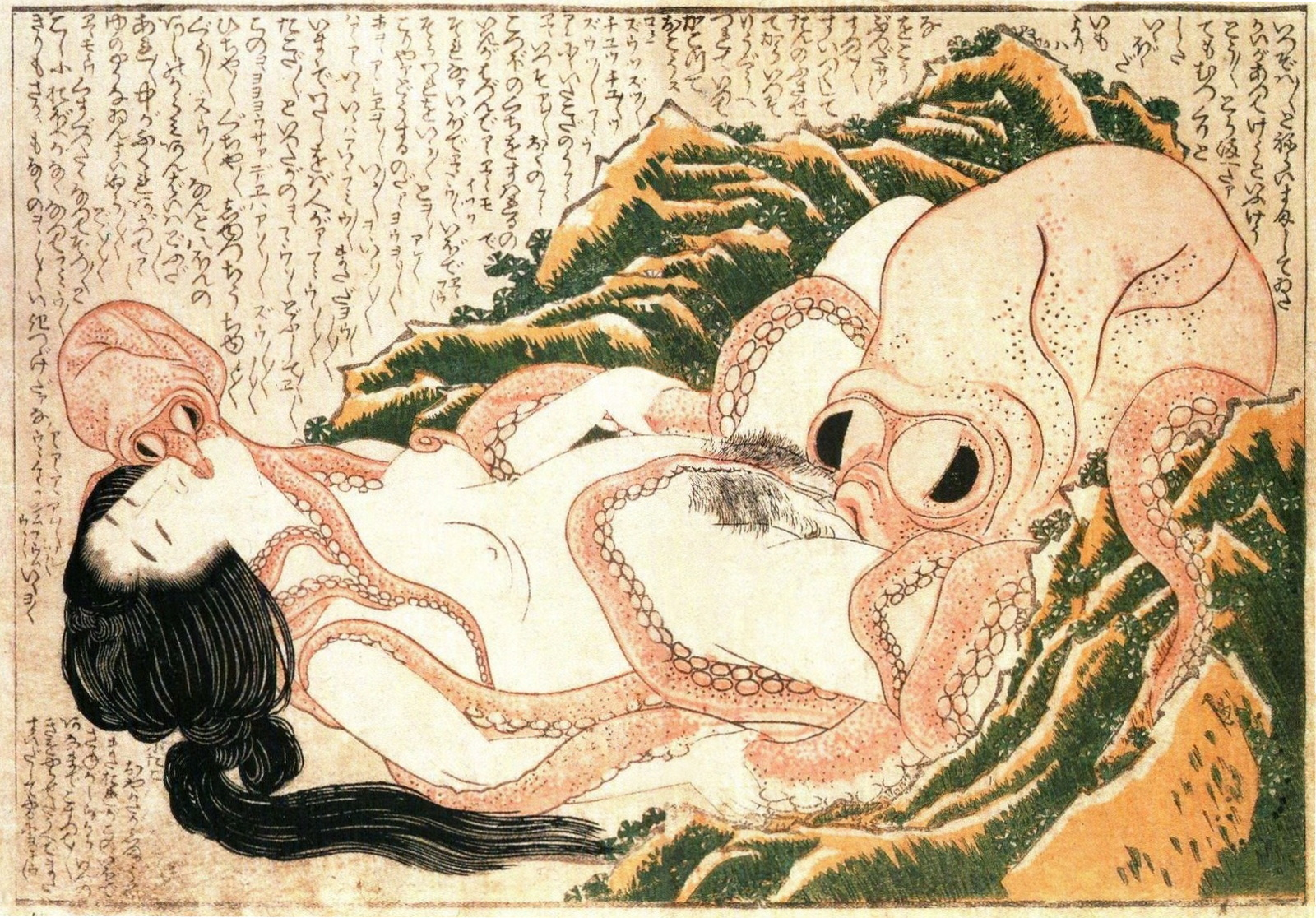
『蛸と海女』

ズウツズツズツニ、チユツチユチユツ、ズウツズウツ、フゝゝゝウ。アレ、にくいたこだのう。うフゝゝゝ。ヱゝ、いつそ、アレアレ、おくの、フゝゝゝ、こつぼのくちをすハれる（吸われる）ので、いきがはづんで、アゝヱゝモ。イツク（一句）、『それなア、いぼ（疣）で、ヱゝフウフウ、いぼで、ヱゝフウフウ』。そら、われをいろいろと、ヲゝヲゝアレアレ、こりやアどうするのだ。アゝヨウヲゝヲゝヲゝホヲゝ、アゝレヱヲゝヲゝ、いゝいゝ、ヲゝいゝいゝいゝ。ハアゝ、アゝいゝいゝ、ハアいゝ、フゝゝゝウ、フゝゝゝウ、まただヨウヨウ。いままで、わたしをば、人が、アア、フゝゝゝウゝウゝウゝ、たこだ、たこだといつた（言った）がの、ヲゝフゝウゝウゝ、どふして（どうして）どふして、ヱゝヱゝ、この、ヲゝ、ヨヨヨウ、サアデヱハ（さては）、アゝアゝアゝ、ズウズウズウ、ひちやひちや、ぐちやぐちや、じゆつちうちゆちゆちゆ、ぐうぐう、ズウズウ。なんと、八ほんのあしのからミあんばい（塩梅）ハ、どふだ（どうだ）どふだ。あれあれ、中がふくれあがつて、アゝアゝ、ゆ（湯）のやうなゐんすい（淫水）、ぬらぬらぬら、どくどくどく。ヱゝ、モゝウ、くすぐつたくなって、ぞつぞつと、こしにおぼへ（覚え）がなくなって、フゝゝゝウ、フゝゝゝウ。きり（切り）もさかい（境）もなくの、ヲゝヲゝヲゝ、いきつづけ（行き続け）だアな。アゝアゝアゝ、アレアレ、ソレソレ、ウゝゝくゝゝ、フンムフウム、ウゝウゝ、いゝヨいゝヨ。
小蛸：
おやかた（親方）がしまふ（しまう）と、また、おれがこのいぼで、さねがしら（核頭）からけつのあなまで、こすつてこすつて、き（気）をやらせたうへ（上）で、また、すいだしてやるにヨ、チウチウ。

## 引用
これは様々な芸術家により引用され、様々な作家にインスピレーションを与えている。
- 北斎の一生を描いた新藤兼人監督、緒形拳、田中裕子主演の1981年の映画『北斎漫画』にて、この絵が実写（特撮）で再現されている。演じたのは樋口可南子である。
- デイヴィット・レイティは同じ英題（The Dream of the Fisherman's Wife - ウェイバックマシン（2008年12月4日アーカイブ分））で絵を模倣した。彼は実際の絵の題名は "Dancing With Katsushika Hokusai" だったと主張している。
- 寺岡政美は彼の2001年の画集"Waves and Plagues"の一枚 "Sarah and Octopus/Seventh Heaven - ウェイバックマシン（2007年1月27日アーカイブ分）" に蛸と海女を描いた。
- 空飛ぶスパゲッティ・モンスターをフィーチャーしたパロディー画像が芸術家Niklas Janssonにより作られた。
- 漫画雑誌Commies from Mars: The Red Planetにはジョン・パウンドにより描かれた火星人の襲来に対するパロディーの絵がある。
- ヘンリー&ジューン/私が愛した男と女でこの画像が最初に登場する。映画には性的な表現があり、アメリカ合衆国で最初の17歳未満お断りのレーティングとなった。
- 会田誠の「巨大フジ隊員vsキングギドラ」"The Giant Member Fuji Versus King Gidora"と、｢地球防衛少女イコちゃんvsキングギドラ」"The member of the giant Ico Chan vs. King Gidora"[2]。
- ゴンクール賞受賞作家・アカデミー・フランセーズ会員のパトリック・グランヴィルは、2010年に『蛸と海女』（フランス語では「漁師の妻の夢 (Le Rêve de la femme du pêcheur)」とされる）から着想を得た小説『蛸の接吻 (Le Baiser de la pieuvre)』（未訳）をスイユ出版社から発表した[3][4]。翌2011年には早くもペーパーバック版が刊行され、表紙には本画が掲載された[5]。

17世紀より、類似したテーマの海洋生物と女性が性行為に及ぶ題材で、多くの根付が彫られている。現代に於いても、所謂「触手責め」の嚆矢として認識されている。